# Гиммлер, Маргарет
Маргарет Гиммлер (нем. Margarete Himmler, урождённая Боден (нем. Boden); 9 сентября 1893, Гонцажевы, Западная Пруссия, Германская империя — 25 августа 1967, Мюнхен, ФРГ), также известная как Марга Гиммлер (нем. Marga Himmler), — жена рейхсфюрера СС Генриха Гиммлера.

## Ранние годы
Маргарет Боден родилась в селении Гонцажевы, близ города Бромберг, в семье землевладельца Ханса Бодена и его жены Эльфриды (урождённой Попп). У Маргарет было три сестры (Эльфрида, Лидия и Паула) и брат. В 1909 году она училась в Высшей школе для девушек (нем. Höhere Töchterschule) в Бромберге (ныне Быдгощ, Польша), тогда входившем в состав Германской империи. Она также выучилась на медсестру и работала ею в период Первой мировой войны, в конце которой она трудилась в госпитале Немецкого Красного Креста.
Её первый брак оказался коротким и бездетным. Благодаря финансовой поддержке своего отца она могла содержать и руководить частной клиникой в Берлине.

## Брак с Генрихом Гиммлером

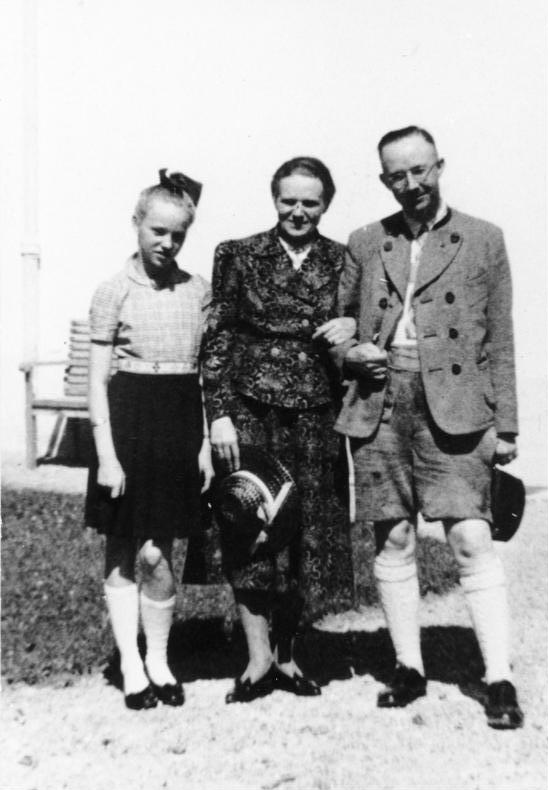
Маргарита (в середине) с Генрихом и их дочерью Гудрун

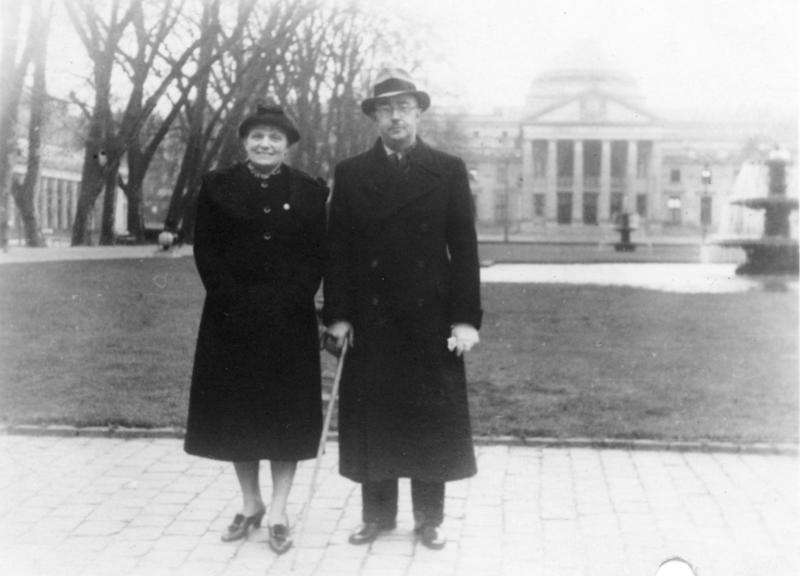
Маргарита с мужем перед Курхаусом в Висбадене

Гиммлер познакомился со своей будущей женой Маргарет Боден в 1927 году, во время одной из своих лекционных поездок и после этого поддерживал с ней переписку. В одном из сохранившихся писем Маргарет называет Гиммлера «ландскнехтом с жестоким сердцем», в то же время она находилась под впечатлением от его романтического стиля письма и искренней любви к ней. Белокурая голубоглазая медсестра Маргарет идеально соответствовала идеалу Гиммлера.
Бывшая на семь лет старше Гиммлера Маргарет разделяла его интерес к фитотерапии и гомеопатии, будучи к тому же и совладелицей небольшой частной клиники. Их объединяли такие черты характера как чрезмерная склонность к деловитости, аккуратности, стремление к строгому домашнему быту и бережливому образу жизни. Гиммлер привил её идеи антисемитизма и ненависть к коммунистам и масонам. Так её антисемитизм проявляется в письме Гиммлеру от 22 июня 1928 года, в котором она пренебрежительно замечает о совладельце её частной клиники в Берлине, гинекологе и хирурге Бернхарде Хаушильде, восклицая: «Этот Хаушильд! Все эти евреи одинаковы!».
Генрих и Маргарет поженились в июле 1928 года. Первоначально Гиммлер не хотел рассказывать об отношениях с Маргарет своим родителям, отчасти из-за того, что она была на семь лет старше, но также и потому, что она была разведена, и прежде всего потому, что она была протестанткой. Никого из семьи Гиммлера не было на свадьбе, и роль его шаферов исполняли отец и брат невесты. В итоге родители Гиммлера приняли Маргарет, но семья продолжала относиться к ней прохладно на протяжении всей её жизни. 8 августа 1929 года у пары родился их единственный ребёнок — дочь Гудрун. Они также усыновили Герхарда фон дер Аэ, сына офицера СС, умершего перед войной. Маргарет продала свою долю в клинике и на вырученные деньги купила участок земли в Вальдтрудеринге, недалеко от Мюнхена, где супруги возвели сборный дом. Гиммлер постоянно отсутствовал дома из-за работы в партии, поэтому его жена взяла на себя руководство их хозяйством, в том числе выращивая скот для продажи (без особых успехов). После того как нацисты захватили власть в Германии в январе 1933 года, семья Гиммлеров переехала сначала на Мельштрассе в Мюнхене, а в 1934 году в Гмунд-ам-Тегернзе, где они купили дом.
Позднее Гиммлер получил бесплатно большой дом в берлинском пригороде Далем в качестве своей официальной резиденции. С того времени супруги виделись ещё реже, так как Гиммлер был полностью поглощён работой. Гебхард, старший брат Генриха Гиммлера, описывал Маргариту как «холодную, жёсткую женщину с чрезвычайно тонкими нервами, которая не излучала никакого тепла и слишком много ныла», но несмотря на это была «образцовой домохозяйкой», которая преданно любила Генриха и оставалась верной своему мужу. Маргарет Гиммлер вступила в нацистскую партию ещё в 1928 году (членский номер 97,252). Из-за огромной занятости Гиммлера его отношения с Маргарет были довольно неестественными. Супруги чаще всего бывали вместе, присутствуя на общественных мероприятий; они были частыми гостями в доме Рейнхарда Гейдриха. Маргарет считала своим долгом приглашать жён высших руководителей СС на кофе и чай по средам. Несмотря на все её усилия и тот факт, что она была замужем за рейхсфюрером СС, она оставалась непопулярной в кругах СС. Бывший лидер Гитлерюгенда Бальдур фон Ширах писал в своих мемуарах, что Генрих Гиммлер постоянно играл роль «подкаблучника» в своей семье, практически не имея влияния в ней, подчиняясь воле Маргарет.
Во время Нюрнбергского съезда НСДАП в 1938 году Маргарет находилась в конфликте с большинством жён высокопоставленных руководителей СС, которые отказывались подчиняться её указаниям. Согласно биографам Гейдриха и историку Роберту Герварту, Лина Гейдрих питала «сильную неприязнь» к Маргарет Гиммлер, которая, вероятно, была взаимна. После войны Лина Гейдрих в интервью репортёру из «Der Spiegel» пренебрежительные описала Маргарет как «узколобую, лишённую чувства юмора светловолосую женщину», страдавшую агорафобией.
Хедвиг Поттаст, молодая секретарша Гиммлера с 1936 года, стала его любовницей к 1939 году. Она ушла с работы в 1941 году. У неё от Гиммлера было двое детей: сын Хельге (родился в 1942 году) и дочь Нанетта Доротея (родилась в 1944 году в Берхтесгадене). Маргарет, к тому времени жившая с дочерью в баварском городке Гмунд-ам-Тегернзе, узнала об их отношениях примерно в 1941 году. Отношения Маргарет и Генриха к тому времени окончательно охладели, но она решила сохранить их ради дочери.

## Вторая мировая война
В начале Второй мировой войны Маргарет занималась управлением в военном госпитале, связанном с Немецким Красным Крестом. К декабрю 1939 года она руководила госпиталями Красного Креста в III военном округе (Берлин-Бранденбург). В её ведомстве находились миссии на территориях и в странах, оккупированных германским Вермахтом. В марте 1940 года Маргарет совершила деловую поездку в оккупированную немцами Польшу, поэтому она, безусловно, была свидетельницей тамошних событий. В своих дневниках Маргарет писала: «Потом я была в Познани, Лодзи и Варшаве. Этот еврейский сброд, поляки, большинство из которых не похожи на людей, и грязь неописуемы. Это невероятная работа — пытаться навести там порядок».
За эти старания Маргарет было присвоено звания полковника Немецкого Красного Креста. В феврале 1945 года, в письме к Гебхарду Гиммлеру, Маргарет высказала восхищение своим мужем: «Как замечательно, что он был призван к решению великих задач и они ему по плечу. Вся Германия смотрит на него».
Гиммлер поддерживал близкие отношения со своей первой дочерью Гудрун, которую он прозвал «Пюппи» («куколка»). Он звонил ей раз в несколько дней и навещал её при любой возможности. Маргарет и Хедвиг остались верны Гиммлеру. Маргарет и Генрих в последний раз виделись в апреле 1945 года, когда они вместе с Гудрун находились в своей резиденции в Гмунде.

## Послевоенные годы

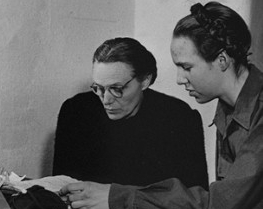
Маргарет Гиммлер (слева) с дочерью Гудрун в качестве интернированных союзниками во время Нюрнбергского процесса, 24 ноября 1945 года

В 1945 году Маргарет и Гудрун покинули Гмунд, когда союзные войска заняли этот район. После вхождения армии США в Больцано в мае 1945 года они были арестованы и содержались в различных лагерях для интернированных в Италии, Франции и Германии. Во время интернирования Маргарет допрашивали, но выяснилось, что она не была проинформирована об официальных делах своего мужа и была охарактеризована как обладающая «менталитетом жителя маленького городка», который сохранялся на протяжении всех её допросов.
В сентябре 1945 года Маргарет Гиммлер снова была допрошена, но на этот раз в рамках Нюрнбергского процесса. Затем Маргарет и Гудрун содержались в лагере для интернированных в Людвигсбурге. Поскольку им не было выдвинуто обвинений, они были освобождены в ноябре 1946 года. Они нашли убежище на некоторое время в Вефильском институте Билефельда. Пребывание Маргарет там было напрямую одобрено исполнительным советом Вефильского института, что не обошлось без резкой критики. 4 июня 1947 года в европейской версии «New-York Tribune» появилась статья, озаглавленная: «Вдова Генриха Гиммлера живёт как леди».
Маргарет была отнесена в 1948 году в Билефельде к категории менее опасных преступников (категория III) и должна была быть соответственно денацифицирована. В 1950 году Маргарет наняла адвоката, чтобы оспорить эту классификацию, поскольку она утверждала, что её раннее членство в нацистской партии было не более чем «номинальным» и что её высокий ранг был вызван следствием её службы в Немецком Красном Кресте, в котором она работала с 1914 года. Она утверждала, что, хотя она и была женой рейхсфюрера СС, она находилась далеко от центров принятия решений. Тем не менее, комитет по денацификации в Детмольде подтвердил её категоризацию и заявил, что она, вероятно, поддерживала цели нацистской партии и одобряла действия своего мужа. Её адвокат настаивал во время последующего апелляционного процесса, что Маргарет не может нести ответственность за действия своего мужа, и отмечал, что решение комитета было основано на юридической норме «зиппенхафт», согласно которому она несла ответственность за своего родственника. 19 марта 1951 года Маргарет была окончательно классифицирована как «митлойфер» (категория IV).
Согласно этому решению, она не должна была нести ответственность за преступления своего мужа, несмотря на то, что не существовала в отдалении от них. Были представлены дополнительные аргументы в пользу того, что она и её дочь получили значительные выгоды от возвышения Гиммлера. Из-за этого в британской зоне оккупации начался очередной процесс, инициированный баварским премьер-министром Хансом Эхардом. Эти слушания касались нерешённого до того времени вопроса о собственности на дом Маргарет и Генриха в Гмунде. 15 января 1953 года на последнем слушании дела против Маргарет в Мюнхене она была признана бенефициаром нацистского режима и, таким образом, помещена в категорию II нацистских преступников и приговорена к 30 дням исправительных работ. Она также потеряла свои пенсионные права и право голоса.
Гудрун покинула Вефиль в 1952 году. С осени 1955 года Маргарет проживала со своей сестрой Лидией и приёмным сыном Герхардом в Хипене. Последние годы жизни Маргарет провела с дочерью в Мюнхене. Гудрун смогла оправиться от всего пережитого (в том числе от предполагаемого плохого обращения с ней) и осталась предана памяти отца.

## Оценки
Историк Петер Лонгерих отмечал, что Маргарет Гиммлер, вероятно, не была осведомлена о государственных секретах или планируемых проектах своего мужа в нацистский период. Сама она утверждала, что она ничего не знала о нацистских преступлениях, но она оставалась убеждённой национал-социалисткой и, безусловно, была антисемиткой. Историк Юрген Маттеус описал её как типичного нациста с желанием избавиться от евреев, и заметил, что, несмотря на всевозможные попытки изолировать себя от режима и его преступлений, она извлекала из них выгоду.